# Dème d'Olénie
Le dème d'Olénie, en grec moderne : Δήμος Ωλενίας / Dímos Olenías, est un ancien dème du district régional d'Achaïe, en Grèce-Occidentale. Depuis  2010, il est fusionné au sein du dème d'Achaïe-Occidentale.
Selon le recensement de 2011, la population du dème compte 5 434 habitants.
La localité tire son nom de la cité antique d'Olénos.